# Dichaetomyia fulviventris
Dichaetomyia fulviventris är en tvåvingeart som beskrevs av Willi Hennig 1952. Dichaetomyia fulviventris ingår i släktet Dichaetomyia och familjen husflugor. Inga underarter finns listade i Catalogue of Life.